# Amegilla eritrina
Amegilla eritrina là một loài Hymenoptera trong họ Apidae. Loài này được Friese mô tả khoa học năm 1915.